# Церковь Святой Троицы (Петергоф)
Це́рковь Свято́й Тро́ицы — православный храм в Петергофе под Санкт-Петербургом, построенный в 1858—1860 годах на Собственной Его Императорского Величества даче.
Приписан к церкви преподобного Серафима Саровского Санкт-Петербургской епархии Русской православной церкви.

## История

### Первая церковь
Первоначально в районе Собственной дачи существовала деревянная церковь во имя Владимирской иконы Божией Матери, построенная к западу от дворца Елизаветы Петровны к 1748 году. Храм был одноглавым, без колокольни. Его длина составляла 12,8 метров, а ширина — 6,4 метра. Иконостас и иконы, писанные на холсте, были перенесены из Петропавловского собора. К концу XVIII века она была упразднена.
В 1797 года храм был восстановлен и освящён во имя Святой Живоначальной Троицы. Разобран он был по ветхости в 1858 году.

### Современный храм
4 (16) июля 1858 года на месте этого храма духовник императорской семьи протопресвитер Василий Бажанов в высочайшем присутствии совершил торжественную закладку новой каменной церкви, проект которой был разработан архитектором Андреем Штакеншнейдером. Под жертвенник в новостроящийся храм была положена плита с высеченным на ней крестом, найденная при сломе старой церкви.
Торжественное освящение храма было совершено им же 15 (27) июля 1860 года в высочайшем присутствии.
Богослужения в этом храме совершались один раз в году — в праздник Святой Троицы.
В 1918 году церковь была закрыта и использовалась как зал ожидания посетителей так называемого Бытового музея, разместившегося в находящемся рядом здании дворца (Собственной дачи).
В послевоенные годы здание церкви стало постепенно приходить в аварийное состояние, и в 1970-е годы было законсервировано.
В 2005 году здание церкви было передано Русской православной церкви и приписано к Церкви преподобного Серафима Саровского в Старом Петергофе. В храме ведут реставрационные работы.

## Архитектура, убранство
В формах каменного храма присутствуют элементы имитации архитектуры первой половины XVIII века. Храм одноэтажный, устроен на подвалах. В плене прямоугольный в связи с тем, что к четверику основного объёма примыкают прямоугольные объёмы алтаря и притвора. Купол-«луковица» установлен на восьмигранном световом барабане. Окна большие. Внешняя отделка была скромной.
Внутренняя отделка церкви производилась под руководством профессора Александра Брюллова.
В храме находилась мозаичная икона Божией Матери, вставленная в верхнюю доску аналоя.
Отдельно от церкви была устроена небольшая колокольня на шести полых чугунных колоннах, с шатровым завершением и каменным цоколем. Её проект, утверждённый 17 (27) июня 1860 года, разработал Андрей Штакеншнейдер. В настоящее время колокольня полностью разрушена.

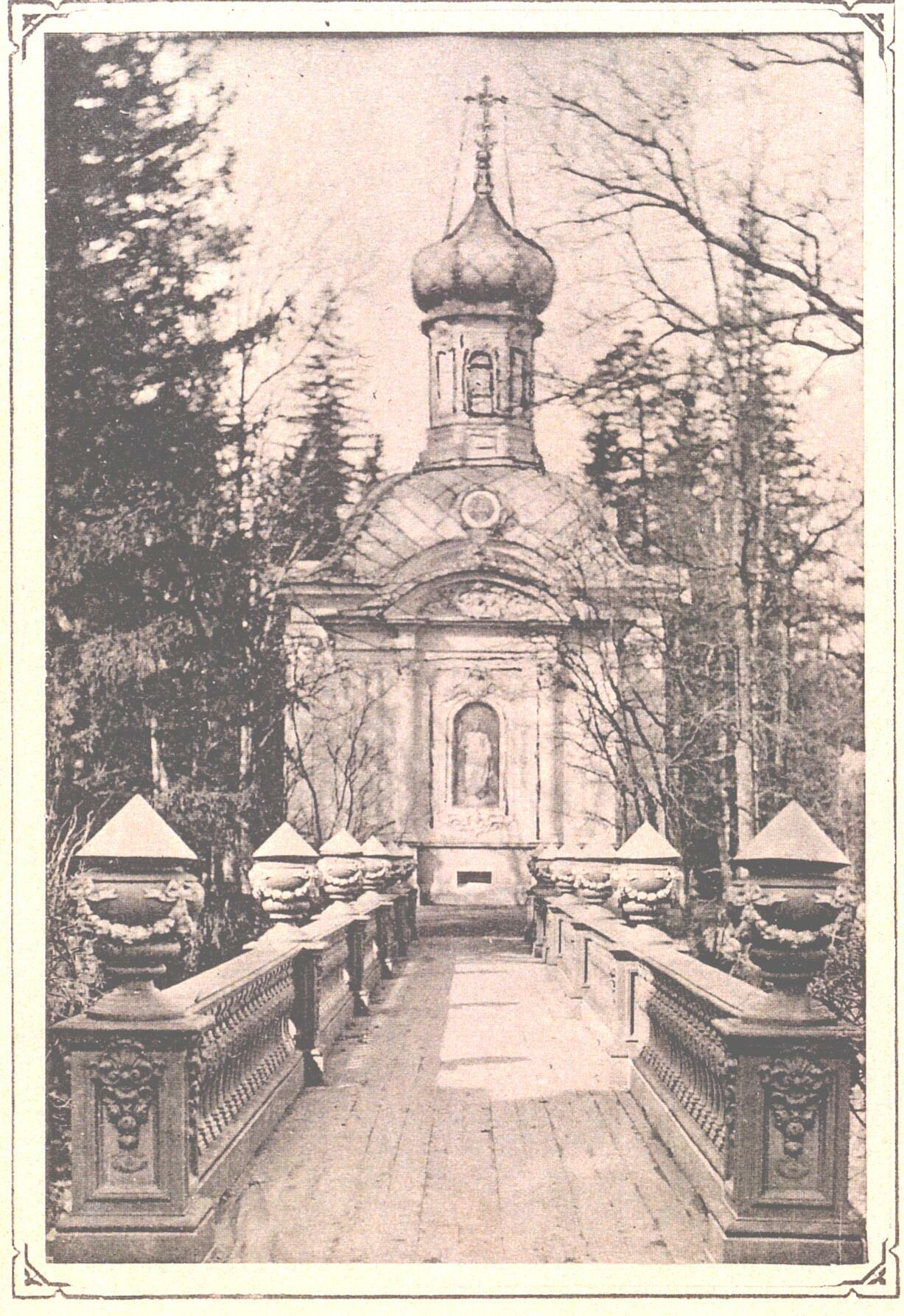
Фото 1880-х годов
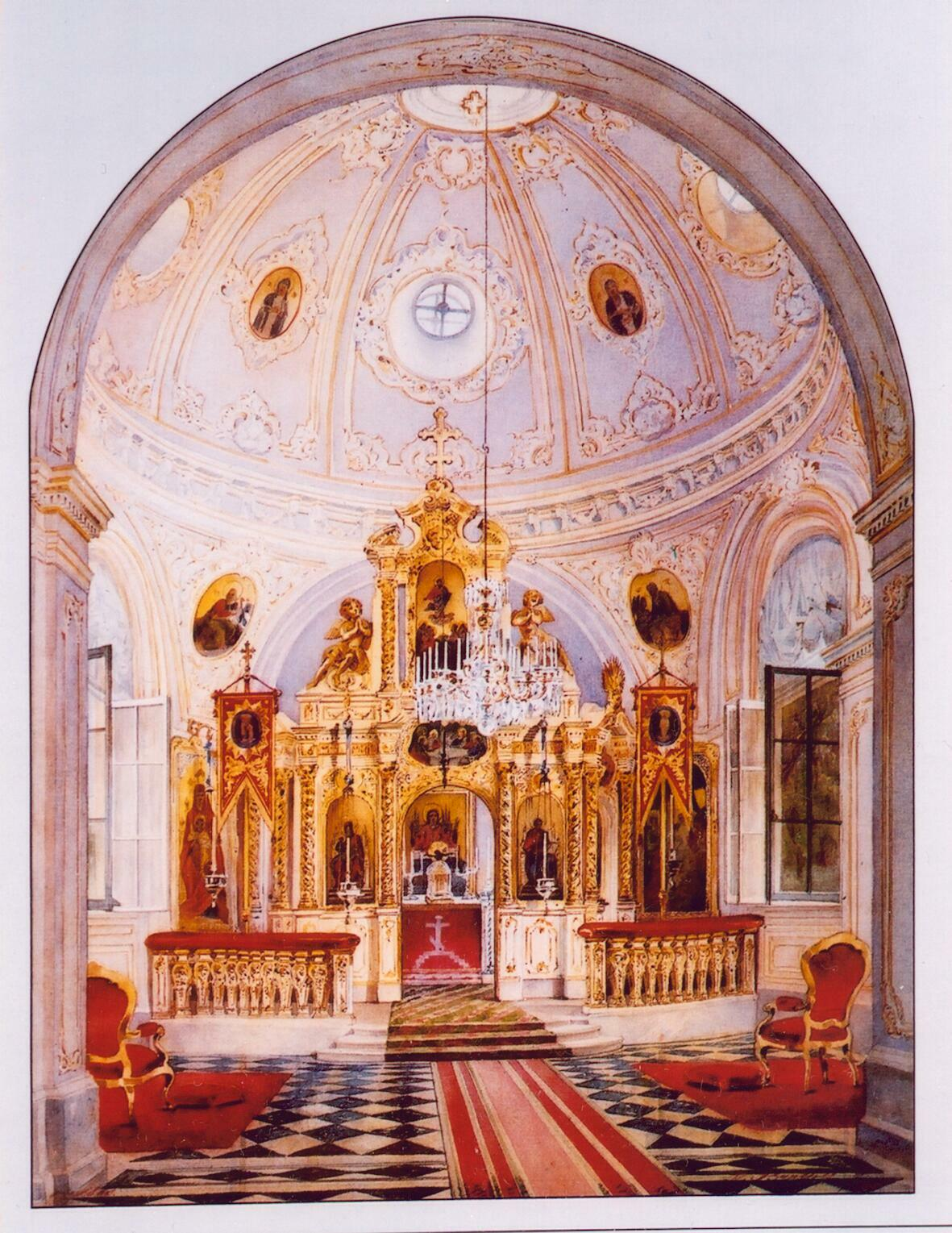
Интерьер храма. Рисунок 1850-х годов
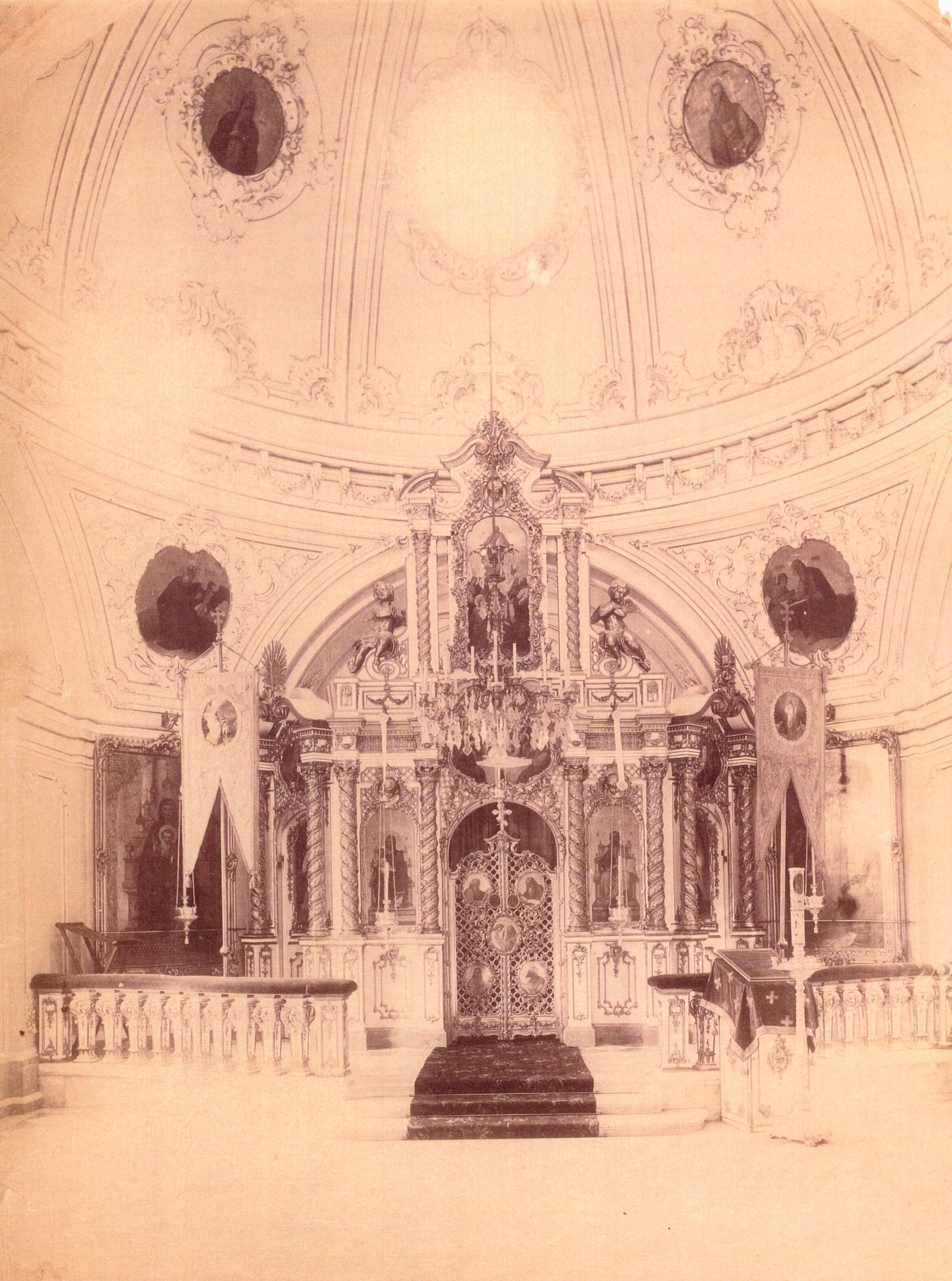
Интерьер храма. Фото 1890-х годов